# Argiolestes trigonalis
Argiolestes trigonalis är en trollsländeart som beskrevs av Günther Theischinger och Richards 2008. Argiolestes trigonalis ingår i släktet Argiolestes och familjen Megapodagrionidae. Inga underarter finns listade i Catalogue of Life.